# Драголюб Боцінов
Драголюб Боцінов — македонський військовий генерал, начальник Генерального штабу Армії Республіки Македонія з 1993 по 1996 рік.

## Біографія
Драголюб Боцінов народився 27 жовтня 1933 року в Струміці в родині Панчо та Марії Боцінових. У 1950 році закінчив середню школу в Струмиці. Потім він вступив до Військово-морської академії в Дівульє, НР Хорватія, яку закінчив у 1954 році.

### ЮНА (1954–1991)
Військову службу розпочав у 1954 році в Пулі, НР Хорватія, командиром буксира ВМС Югославії у званні морського лейтенанта.
У 1955 році був призначений помічником командира торпедного катера, а в 1956 році отримав звання лейтенанта корвета. З 1957 по 1961 рік — командир торпедного катера. У 1958 році він одружився з Марією (1941–1999), а в 1960 році у них народився син Олександр Боцінов. У 1959 році нагороджений орденом «За бойові заслуги» зі срібними мечами. У 1961 році був призначений помічником командира сторожового корабля.
У 1963 році закінчив протичовнову школу в Пулі і отримав звання лейтенанта фрегата, тобто капітана. Того ж року його перевели до Белграда, але наступного року повернувся до Пули. З 1964 по 1966 — командир сторожового корабля. У 1965 році отримав звання лейтенанта на військовому кораблі, тобто Капітана 1 класу і нагороджений орденом Армії Народної зі срібною зіркою.
У 1966 році переїхав до Спліта, НР Хорватія. У 1968 році закінчив командно-штабну академію в Дівульє. З 1968 по 1969 рік — командир підводного човна. У 1969 році отримав звання капітана корвета, майор. З 1969 по 1971 — командир дивізії патрульних катерів.
У 1971 році його знову перевели до Белграда, де в 1973 році закінчив Школу національної оборони. У 1973 році отримав звання капітана фрегата, тобто підполковника і нагороджений орденом «За заслуги» з великою зіркою.
Того ж 1973 року був переведений до Бейбеника, НР Хорватія, де був офіцером оперативно-навчального відділу командування військово-морського сектору Шибеник. Потім був завідувачем цього ж відділу. У 1976 році був призначений начальником штабу командування військово-морського сектору Шибеника. У 1977 році отримав звання капітана військового корабля, тобто полковника і нагороджений орденом Армії Народної із золотою зіркою.
У 1978 році переїхав до Кумбора, СР Чорногорія. З 1978 по 1981 — командувач військово-морським сектором Бока Которська. У 1979 році нагороджений орденом Праці із золотим вінком.
У 1981 році знову був переведений до Шибеника і до 1983 року був командиром військово-морського сектору Шибеника.
У 1983 році присвоєно звання контр-адмірала, т.е. генерал-майора і був переведений до Спліта. З 1983 по 1986 рік був помічником командувача Сплітського військово-морського району. У 1984 році нагороджений орденом Братства і Соборності зі срібним вінком. З 1986 по 1988 рік був командувачем ВМС Югославії на військово-морській базі Лора в Спліті. У 1988 році був призначений керівником Центру вищих військових шкіл Югославського флоту на військово-морській базі Лора в Спліті.

### Розпад СФР Югославії
Розпад СФР Югославії і, як наслідок, розпад Югославської народної армії відбувся на базі Лаура в Спліті. У 1991 році готувалися бомбардування цілей у місті Спліт. Боцінов чинив опір плану, і рано вранці 2 жовтня він був заарештований югославською владою, яка здійснила обшук його будинку в Спліті. Арештованого перевели до слідчої військової в'язниці в Белграді, де він провів дев'ять місяців у камері. Його засудили до 18 місяців ув'язнення з можливістю захистити свою свободу. Він скористався можливістю і зумів втекти з Белграда, а в 1992 році повернувся до Македонії.

### АРМ (1992–1996)
Після повернення до Македонії вступив до новоствореної Армії Республіки Македонія і був призначений заступником начальника Генерального штабу армії з кадрових питань та шкільної системи, займався навчанням кадрів. У 1993 році йому присвоєно звання генерал-лейтенанта.
3 березня 1993 року призначений начальником Генерального штабу Армії Республіки Македонія. Боцінов був другим начальником Генерального штабу армії, змінивши генерал-майора Митра Арсовського.
Боцінов був начальником Генерального штабу АРМ до 22 січня 1996 року, коли його змінив генерал Трайче Крстевський. Того ж року пішов на пенсію.

## Військові звання
- Морський лейтенант (1954)
- Лейтенант корвета (1956)
- Лейтенант фрегата (капітан) (1963)
- Лейтенант на лінкорі (капітан 1-го класу) (1965)
- Капітан корвета (майор) (1969)
- Капітан фрегата (підполковник) (1973)
- Капітан лінкора (полковник) (1977)
- Контр-адмірал (1983)
- Віце-адмірал (1988)
- Адмірал (генерал-полковник) (1993)

## Нагороди
- Орден «За бойові заслуги» зі срібними мечами  (1959)
- Орден Народної Армії зі Срібною зіркою  (1965)
- Орден «За бойові заслуги» з великою зіркою  (1973)
- Орден Народної Армії із Золотою Зіркою  (1977)
- Орден Труда із золотим вінком  (1979)
- Орден Братерства і єдності зі срібним вінком  (1984)
- Орден Народної Армії з лавровим вінком  (1987)